# Vericiguat
Vericiguat, được bán dưới tên thương mại Verquvo, là một thuốc dùng để giảm nguy cơ tử vong do bệnh tim mạch và suy tim. Thuốc được dùng qua đường uống.
Tác dụng phụ thường thấy của thuốc bao gồm huyết áp thấp và giảm số lượng hồng cầu.
Vericiguat là một chất kích thích guanylate cyclase hòa tan (sGC). Thuốc được chấp thuận sử dụng y tế ở Hoa Kỳ vào tháng 1 năm 2021.

## Sử dụng trong y tế
Vericiguat được chỉ định để làm giảm nguy cơ tử vong do tim mạch và nhập viện do suy tim sau một đợt nhập viện điều trị suy tim hoặc cần dùng lợi tiểu đường tiêm tĩnh mạch ở người lớn mắc suy tim mạn tính có triệu chứng và phân suất tống máu nhỏ hơn 45%.

## Tác dụng phụ
Vericiguat gây hại cho thai nhi và không nên sử dụng ở phụ nữ mang thai.

## Lịch sử
Cục quản lý Thực phẩm và Dược phẩm Hoa Kỳ (FDA) chấp thuận vericiguat dựa trên bằng chứng từ một thử nghiệm lâm sàng (NCT02861534) bao gồm 5.050 bệnh nhân với độ tuổi từ 23 đến 98 có suy tim tiến triển nặng dần. Thử nghiệm được thực hiện ở 694 địa điểm tại 42 quốc gia ở Châu Âu, Châu Á, Bắc và Nam Mỹ. Thử nghiệm chọn những bệnh nhân có triệu chứng của suy tim tiến triển nặng dần. Các bệnh nhân được nhận ngẫu nhiên vericiguat hoặc một viên giả dược 1 lần/ngày. Cả bệnh nhân và nhân viên y tế đều không biết bệnh nhân sẽ nhận được vericiguat hay viên giả dược cho đến khi thử nghiệm kết thúc.

## Văn hóa và xã hội

### Tình trạng pháp lý
Vào ngày 20 tháng 5 năm 2021, Ủy ban về các sản phẩm thuốc dùng cho người (CHMP) của Cơ quan Dược phẩm Châu Âu đã thông qua ý kiến tích cực, khuyến nghị cấp giấy phép lưu hành cho vericiguat, nhằm điều trị suy tim mạn tính có triệu chứng ở người lớn phân suất tống máu giảm. Đơn vị đăng ký sản phẩm thuốc này là Bayer AG.